# Шимич, Андрийица
Андрия «Андрийица» Шимич (босн. Andrija "Andrijica" Šimić; 1833, Босния, Босния и Герцеговина — 5 февраля 1905, Руновичи, Сплитско-Далматинская жупания) — герцеговинский гайдук.

## Биография
Андрия Шимич (Андрийица — уменьшительная форма) родился в Груде в этнической хорватской семье, в которой было семь детей: у него были брат и пять сестер. В возрасте десяти лет он переехал в Мостар, чтобы работать наёмным рабочим у османского ага Тиквина. Он работал там до 20 лет, а потом вернулся в свою деревню.
Налоговые сборщики Османской Турции преследовали местное население и однажды под дулом пистолета ограбили его отца. Андрийица был в ярости и решил стать гайдуком, чтобы бороться с турецким правительством. Его несколько раз выслеживали и сажали в тюрьму, поскольку он также грабил и воровал у богатых мусульман и христиан в этом регионе. Его грабежи затронули не только османскую, но и австро-венгерскую территорию в Далмации, поэтому даже австрийские власти выдали ордер на арест его и его группы.
К нему присоединились другие молодые люди, и он скрывался от властей в течение шести лет. Они стремились стать преступниками, подобно Робину Гуду: грабить богатых и раздавать бедным крестьянам.
Группу преследовали власти Австро-Венгрии, и в какой-то момент в деревне Загвоздь он застрелил сотрудника полиции при попытке к бегству. Он бежал в деревню Руновичи, где нашел приют у семьи Гарац. Однако Анте Гарак и его жена Ката вместе с шестью другими жителями деревни связали его во сне и передали властям.
После ареста его доставили в суд. Суд начался 16 июня 1872 года и длился 22 дня. Это важно для истории хорватского языка и судебной власти, поскольку это было первое судебное заседание на хорватском языке в Австро-Венгерской Далмации. Он отсидел 33 года в коперской тюрьме и был освобожден условно-досрочно в возрасте 68 лет благодаря усилиям своего пасынка Йозо, который был солдатом австро-венгерской армии.
Когда Андрийица вернулся в Далмацию, жители Сплита отпраздновали это трехдневными празднествами и подарили ему обильные пожертвования. Он решил путешествовать по Далмации, рассказывая истории о своих похождениях множеству людей в дороге.
Однажды он забрёл обратно в некогда роковую деревню Руновичи и умер там. Он был похоронен рядом с могилой своего предателя Анте Гарака, организовавшего его арест в 1871 году. Положение, в котором он был похоронен, таково, что сбылось проклятие Шимича: его ноги оказались рядом с головой Анте.
Иван Мимица Зункало (1862–1945) отбывал наказание в тюрьме вместе с Шимичем и за это время сочинил 3616 десятисложных стихов эпоса, которые опубликовал в 1892 году. Позднее Шимич стал темой для нескольких других эпических песен, лирических стихов, драм, романов, а также в 1995 году вышел документальный фильм от Хорватского радиотелевидения.
В 1991 году местное правительство города Имотски решило установить памятник на его могиле в Руновичах. Скульптура была отлита сплитским художником Анте Стриничем.
Хорватский футбольный клуб «Хайдук» был назван в честь Шимича, которого считают последним гайдуком. Футболисты Дарио Шимич и его брат Йосип являются правнуками брата Андрийицы.